# روبرت ن. بوداين
روبرت ن. بوداين هو محامي وسياسي أمريكي، ولد في 17 ديسمبر 1837، وتوفي في 16 مارس 1914. نشط حزبياً في الحزب الديمقراطي. وقد انتخب عضو مجلس نواب ولاية ميزوري ‏ وانتخب عضو مجلس النواب الأمريكي ‏.